# Olaf Radatz
Olaf Radatz (* 26. Juni 1968 in Berlin) ist ein deutscher ehemaliger Basketballspieler.

## Laufbahn
Radatz spielte mit der BSG AdW Berlin, dem letzten Basketball-Meister der DDR, in der Saison 1990/91 im Europapokal der Landesmeister.
Nach der Wende spielte der 2,12 Meter messende Innenspieler für HerzogTel Trier sowie die TG Landshut in der Basketball-Bundesliga. Mit Landshut war er 1995 von der 2. Basketball-Bundesliga in die erste Liga aufgestiegen.
Im Spieljahr 1999/2000 gehörte er zur Mannschaft des FC Bayern München (damals 2. Bundesliga).